# Atractus trivittatus
Atractus trivittatus este o specie de șerpi din genul Atractus, familia Colubridae, descrisă de Amaral 1933. Conform Catalogue of Life specia Atractus trivittatus nu are subspecii cunoscute.